# Crashed
"Crashed" é o quinto single da banda estadunidense Daughtry que está no seu álbum de estreia. A canção foi liberada para as estações de rádio em 5 de setembro de 2007 nos Estados Unidos.

## Performance nas paradas
| Paradas (2007)                             | Melhor posição |
| ------------------------------------------ | -------------- |
| Canadá (Billboard Rock)                    | 35             |
| Estados Unidos (Billboard Mainstream Rock) | 24             |